# Райтмайер, Франц
Франц Райтмайер (нем. Franz Reitmeier, 17 февраля 1892 — 17 февраля 1957) — немецкий борец греко-римского стиля, чемпион мира.

## Биография
Родился в 1892 году. В 1913 году стал бронзовым призёром чемпионата Германии. В 1914 году стал чемпионом Германии и был отобран для участия в Олимпийских играх 1916 года, которые не состоялись из-за Первой мировой войны.
В 1919 и 1920 годах вновь становился чемпионом Германии. В 1920 году выиграл чемпионат мира.